# RCDE Stadium
Das RCDE Stadium ist ein Fußballstadion in der Nähe von Barcelona. Es liegt auf der Gemarkung der Städte Cornellà de Llobregat und El Prat de Llobregat, die beide zur Metropolregion Barcelona gehören. Der Eigentümer ist der Fußballclub Espanyol Barcelona (voller Name: RCD Espanyol Barcelona).

## Geschichte
Die Spielstätte wurde am 2. August 2009 mit einem 3:0-Sieg von Espanyol Barcelona gegen den FC Liverpool offiziell unter dem Namen Estadi Cornellà-El Prat eröffnet und ist seit der Saison 2009/10 die neue Heimstätte des katalanischen Fußballvereins. Es ersetzt damit das Olympiastadion in Barcelona, welches seit 1997 vom Club genutzt wurde.
Im Juni 2010 erhielt es im Rahmen der Fachmesse Stadium Business Summit in Dublin die Auszeichnung Stadium Business Award als bester Veranstaltungsort.
Im Juni 2014 wurde der Wettspiel-Technologie-Anbieter Power8 die Namensgeber des Stadions. Mit Beginn der Saison 2014/15 trug das Stadion den Namen Power8 Stadium und der Vertrag sollte sieben Jahre bis 2020/21 laufen. Nachdem Power8 in die Insolvenz gegangen war, erhielt es im Januar 2016 den Namen RCDE Stadium (kurz für Reial Club Deportiu Espanyol Stadium).
Im Juni 2023 schloss der RCDE mit dem US-amerikanischen Ticketing-Technologieunternehmen Stage Front einen mehrjährigen Sponsorvertrag ab. Anfang Juli 2024 hat der Club aufgrund von angeblicher Nichtzahlung und Vertragsbruch die Vereinbarung über fünf Jahre gekündigt.

## Galerie

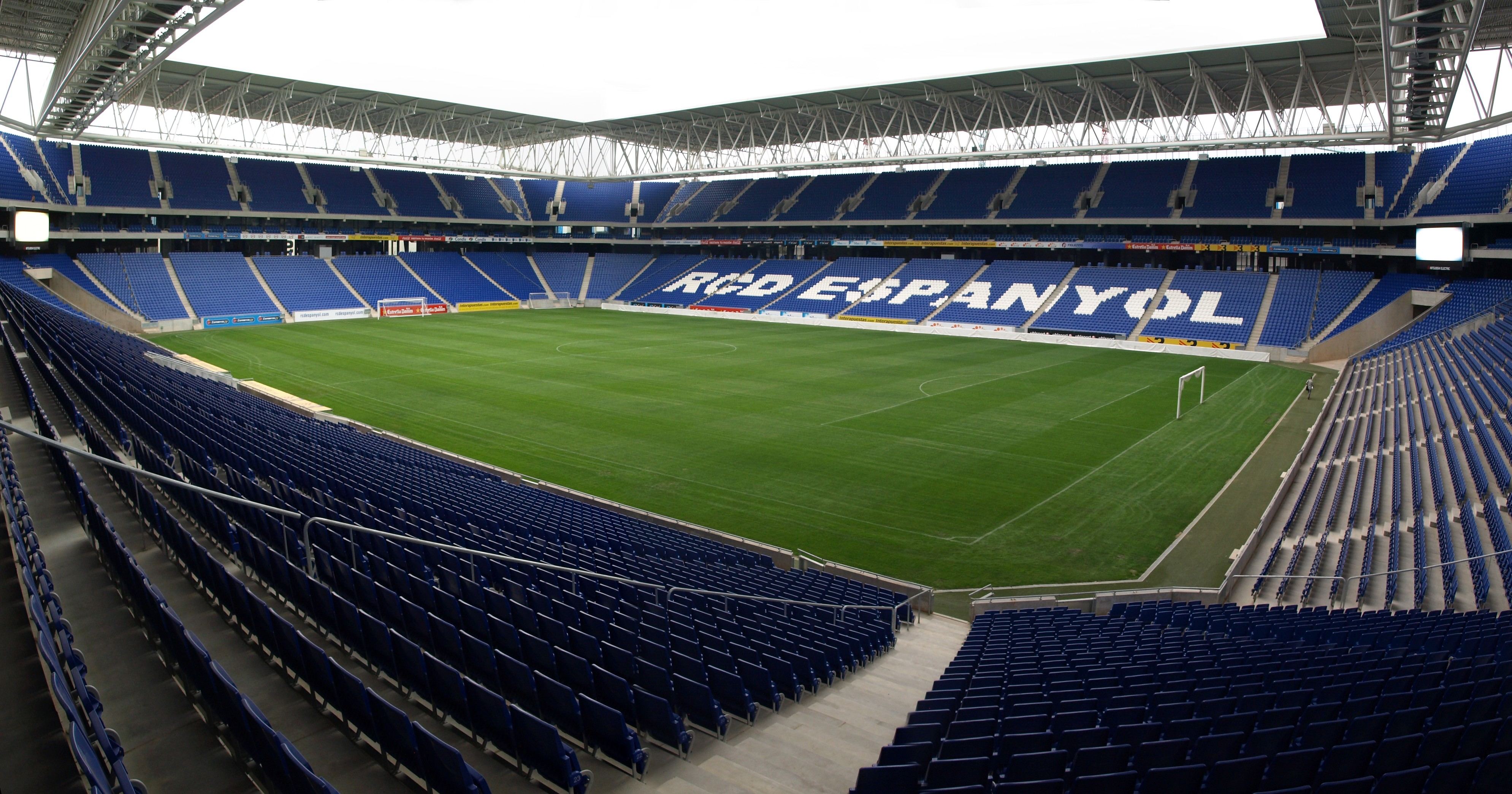
Der Innenraum des Stadions
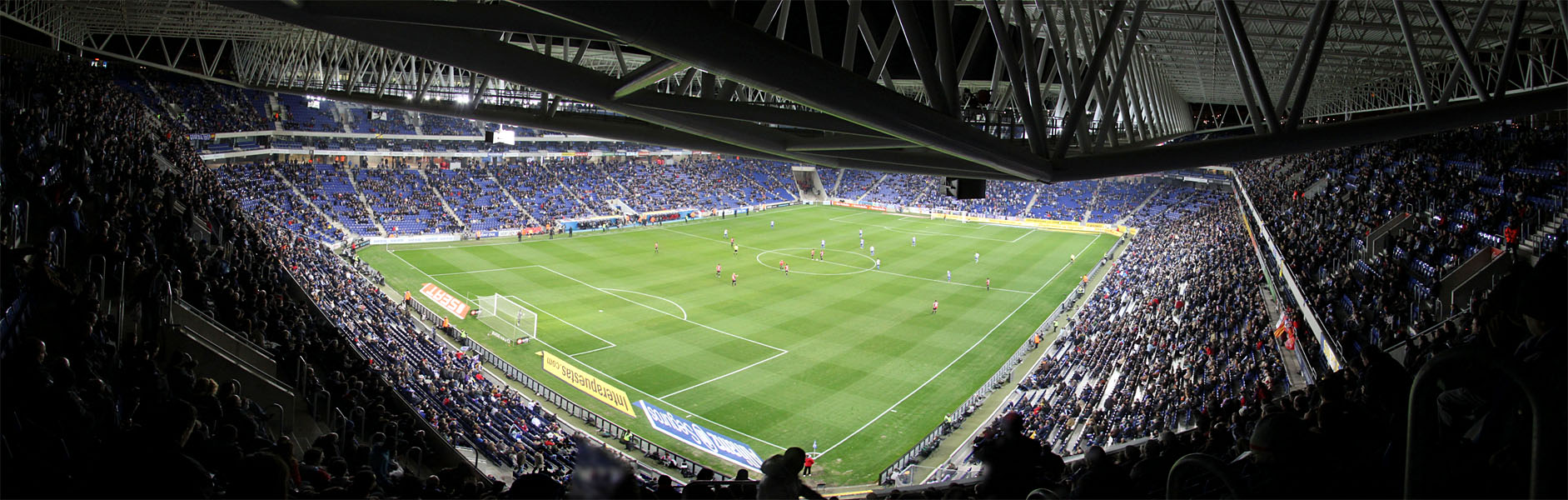
Estadi Cornellà-El Prat am 1. März 2011, Spiel Espanyol Barcelona gegen RCD Mallorca
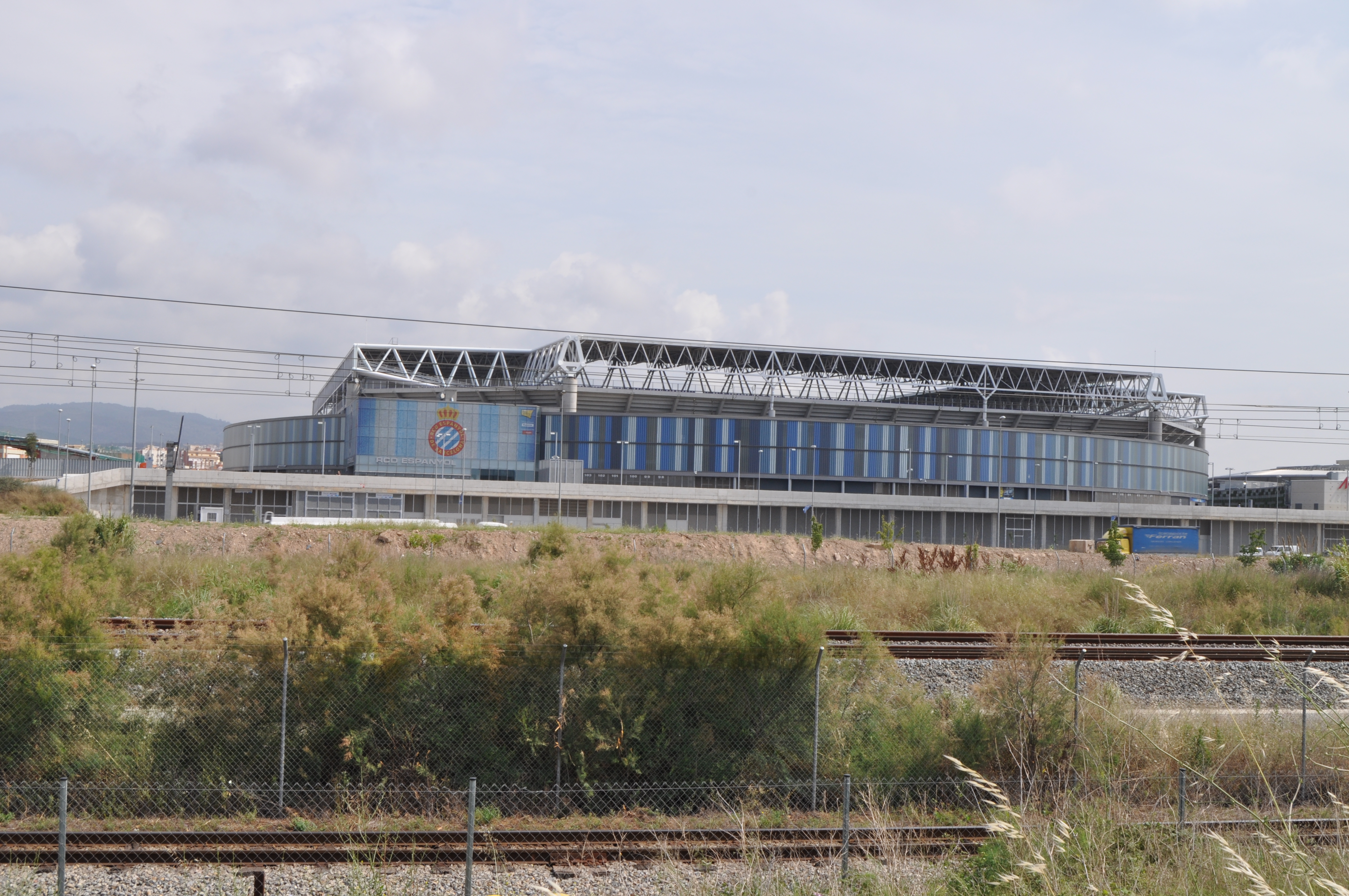
Außenansicht des Stadions
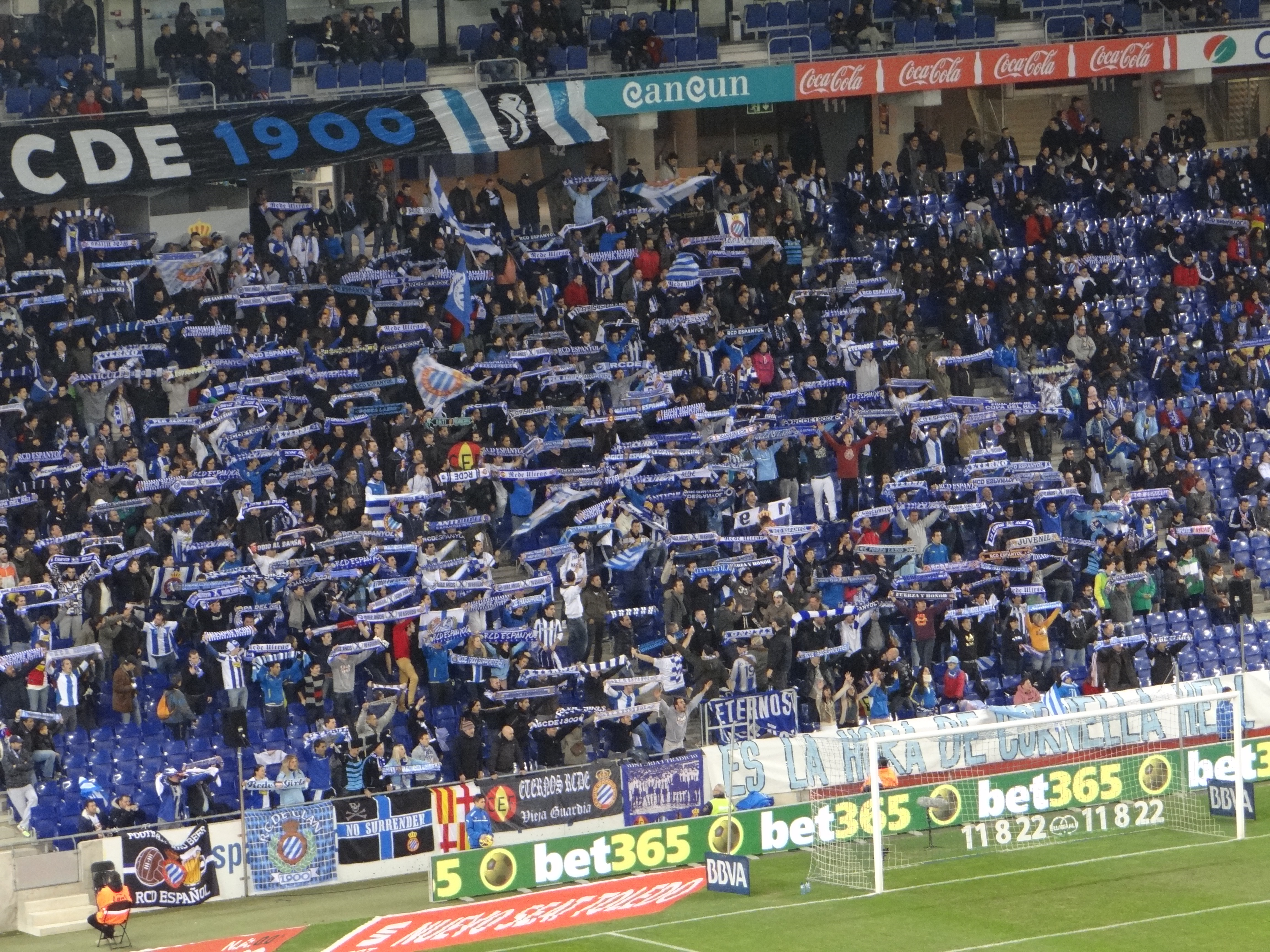
Fankurve von Espanyol